# Tronso
Tronso, Tromsø ou Tromso (por adaptação tipográfica) (ˈtrumsøⓘ) é uma comuna da Noruega, com 2 557 km² de área e 69 116 habitantes (censo de 2012).  A sua sede é a cidade de Tromsø.
Ocupa o posto de 8ª maior cidade da Noruega por população, assim como também é sede da  Universidade de Tromsø, cervejaria, jardim botânico e planetário mais ao norte do mundo. Devido ao fato de ser sede de uma universidade, Tronso adquiriu um ar de cidade cosmopolitana, onde encontra-se uma forte presença de jovens estudantes, que proporcionou a grande concentração de bares, PUBs e cafés espalhados por toda cidade. É também uma cidade importante no circuito turístico do norte da Noruega, integrando um dos principais pontos de parada do Hurtigruten. Entre as principais atrações para visitantes estão a gondola para o topo da montanha de onde pode-se observar a cidade, o aquário Polaria e a Igreja Ishavskatedral.
É uma das melhores cidades no mundo para se ver Aurora Boreal .

## Etimologia e uso em português
O nome geográfico Tromsø deriva do nórdico antigo Trums, o nome da ilha em que a cidade se encontra. Possivelmente está relacionado com a palavra straumr (corrente de água).

Em textos em português costuma ser usada a forma original Tromsø, por vezes transliterada para Tromso, por adaptação tipográfica. 

## Geografia

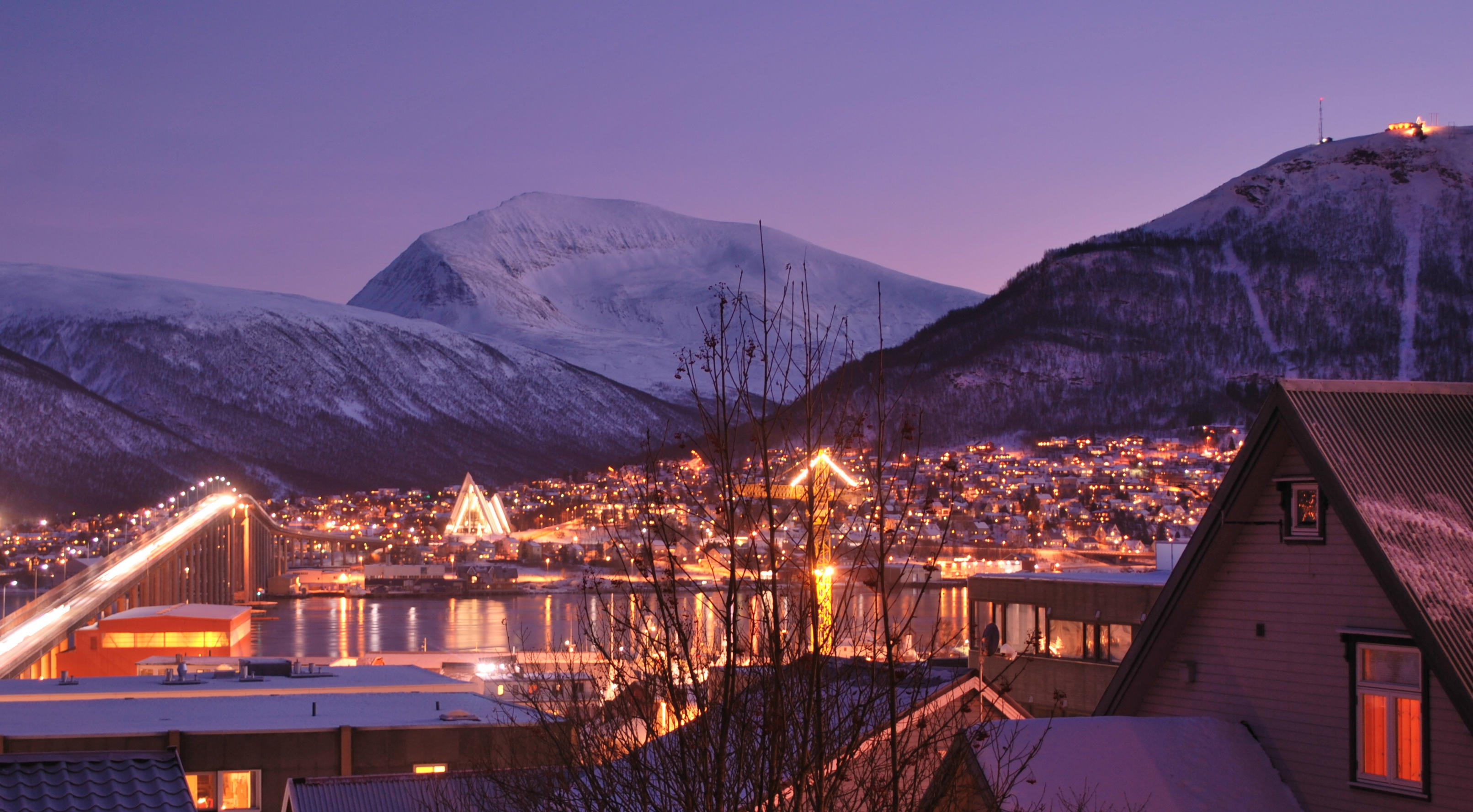
A noite polar em Tronso dura em torno de dois meses, época em que o sol se põe no final de Novembro e só vem a nascer de novo no final de janeiro

Tronso é muito conhecida na Noruega por ter muita neve durante o inverno, apesar da quantidade variar muito de um ano para o outro. No inverno de 1996/1997 um novo recorde foi estabelecido quando a estação meteorológica no topo de Tronsoia registrou – com alguma dificuldade –, 240 cm de neve. A temperatura mais baixa registrada foi -18,4 °C e a média de janeiro é -4 °C, devido ao calor trazido pela corrente do Atlântico Norte, uma extensão da Corrente do Golfo. A proximidade com o mar modera as temperaturas. Sommarøy, na costa oeste de Kvaløya possui uma média de -1,9 °C em janeiro.
O verão também é relativamente gelado, com uma média de 12 °C em julho; as temperaturas durante o dia são um pouco mais quentes, mas variam muito (de 9 °C a 25 °C). No verão de 1972, a temperatura chegou a 29 °C.

## Localidades principais
Localidades com mais população da comuna (2020) - O instituto de estatística da Noruega divide a cidade de Tromsø em três localidades - Tromsø, Tromsdalen e Kvaløysletta.

| Nr | Localidade   | População | Área (km²) |
| -- | ------------ | --------- | ---------- |
| 1  | Tronso       | 38 980    | 12,05      |
| 2  | Tromsdalen   | 16 787    | 5,15       |
| 3  | Kvaløysletta | 8 681     | 3,13       |
| 4  | Ersfjordbotn | 499       | 0,31       |
| 5  | Kjosen       | 382       | 0,19       |
| 6  | Movik        | 381       | 0,22       |
| 7  | Sommarøy     | 321       | 0,35       |
| 8  | Fagernes     | 250       | 0,24       |